# Khamāsī
Khamāsī (persiska: خماسی) är en ort i Iran.   Den ligger i provinsen Khuzestan, i den centrala delen av landet, 500 km sydväst om huvudstaden Teheran. Khamāsī ligger 23 meter över havet och antalet invånare är 206.
Terrängen runt Khamāsī är mycket platt. Runt Khamāsī är det ganska tätbefolkat, med 144 invånare per kvadratkilometer. Närmaste större samhälle är Ahvaz, 14,1 km söder om Khamāsī. Runt Khamāsī är det i huvudsak tätbebyggt.